# Liu Lin
Liu Lin (刘霖S, Liú LínP; 25 luglio 1963) è un'ex cestista cinese.

## Carriera
Con la Cina ha disputato i Campionati del mondo del 1986.